# 首阳山
首阳山是多部中国古代典籍中提到的山名，其地理位置历来说法不一。上古人物伯夷、叔齐曾隐居于该山，他们在周武王克商后，二人“不食周粟”、采薇充饥，后羞愤绝食而饿死。此二人在历史上被多人推崇为贤人君子。

## 地理位置
首阳山的地理位置，历来有多种说法，包括山东昌乐县、山西永济市、河南偃师县、河北卢龙县（永平府）、甘肃陇西县等。
- 山东昌乐说：位于中国山东省潍坊市昌乐县朱刘镇十里堡，主峰海拔266.2米，面积2.9平方公里。首阳山又名孤山，孤山不仅高耸挺拔，风貌秀丽，有“孤峰夕照”，“龙洞云开”，“山神庙”，“夷齐祠”等自然和人文景观。
- 山西蒲州说：位于永济市蒲州镇南，也称方山、名尧山、独头山，山南有伯夷叔齐墓与祠。
- 河南偃师说：在县城西北二十五里，北接孟津县界，是邙山的最高处，因日出先照得名，山有夷齐庙，相传是伯夷叔齐饿死处。[2]
- 甘肃陇西说：在甘肃渭源县东南34公里的莲峰乡享堂沟。[3]
- 河北卢龙说：在永平府古城东南十五里，俗名“阳山”。[4]
- 陕西周至说：位于周至县九峰乡耿峪，西距周至县城30公里，海拔2720米，为秦岭第二主峰。[5]

## 历史渊源
首阳山的闻名因伯夷、叔齐二人。伯夷和叔齐本是孤竹国国君的二子，其父死后遗命叔齐继位，但叔齐认为伯夷是长子遂让位于他。伯夷认为父命不可违而逃，叔齐随之。
武王伐纣时车载着文王的牌位行军。伯夷、叔齐叩马进谏：“父死不葬，爰及干戈，可谓孝乎？以臣弑君，可谓忠乎？”卫士欲杀之，姜太公曰：“此义士也。”卫士便没有伤害而把他们赶走了。
武王会八百诸侯于孟津，渡河后与纣王军队交战于牧野。纣王因奴隶阵前倒戈而败，后自焚于鹿台，商朝灭亡了。伯夷、叔齐二人以食周粟为耻，便隐居于首阳山采薇而食。有妇人曰：“子义不食周粟，此亦周之草木也。”二人羞愤绝食而死，葬于首阳山。
历代对伯夷、叔齐推崇备至，称其二人为“二贤人”、“二君子”，唐朝韩愈和柳宗元都曾撰文称颂，惟独西汉东方朔不以为然，说这两人是“古之愚夫”，认为“贤者居世，与之推移，不凝滞于物。”

## 外部連結
[在维基数据编辑]
 《欽定古今圖書集成·方輿彙編·山川典·首陽山部》，出自陈梦雷《古今圖書集成》
 《古今圖書集成》